# 让·布里翁之家
让·布里翁之家（Maison Jean de Brion）是法国普罗旺斯-阿尔卑斯-蓝色海岸大区罗讷河口省村庄普罗旺斯地区莱博的一座住宅，建于16世纪。
1908年列为法国历史古迹。。它已被印刷商和作家路易·柔修复，现在是路易·柔基金会，收集艺术家的作品。